# Creedence Clearwater Revival (album)
| Recensione                        | Giudizio            |
| --------------------------------- | ------------------- |
| AllMusic                          | [ 4 ]               |
| Robert Christgau                  | A+                  |
| The New Rolling Stone Album Guide | [ 6 ]               |
| Sputnikmusic                      | 4.5 (Superb)        |
| Piero Scaruffi                    | [ 8 ]               |
| Ondarock                          | (Disco consigliato) |
| Dizionario del Pop-Rock           | [ 10 ]              |
| 24.000 dischi                     | [ 11 ]              |

Creedence Clearwater Revival è il primo album in studio dei Creedence Clearwater Revival, pubblicato il 5 luglio 1968 dalla Fantasy Records.

## Tracce

### LP
Lato A (F-2695)
1. I Put a Spell on You – 4:25 (Screamin' Jay Hawkins, Herb Slotkin) – Registrata nel febbraio 1968
2. The Working Man – 3:02 (John Fogerty) – Registrata nel febbraio 1968
3. Suzie Q – 8:34 (Eleanor Broadwater, Dale Hawkins, Stanley S. Lewis) – Registrata 19 gennaio 1968. John e Tom Fogerty voci principali della traccia. John canta la prima a la terza parte, Tom la seconda.

Lato B (F-2696)
1. Ninety-Nine and a Half (Won't Do) – 3:35 (Steve Cropper, Wilson Pickett) – Registrata nel febbraio 1968
2. Get Down Woman – 3:02 (John Fogerty) – Registrata nel febbraio 1968
3. Porterville – 2:13 (John Fogerty) – Registrata nell'ottobre 1967. Inizialmente realizzata come un singolo nel novembre del 1967. È stato l'ultimo singolo pubblicato dalla band sotto il nome The Golliwogs.
4. Gloomy – 3:48 (John Fogerty) – Registrata nel febbraio 1968
5. Walk on the Water – 4:16 (John Fogerty, Tom Fogerty) – Registrata nel febbraio 1968. Questa traccia è il remake di Walking On The Water, una registrazione realizzata dal gruppo come un singolo nel 1966 sotto il nome The Golliwogs.

### CD
Edizione CD del 2008 (40º anniversario), pubblicato dalla Fantasy Records (0888072308763)
1. I Put a Spell on You – 4:31 (Screamin' Jay Hawkins)
2. The Working Man – 3:03 (John Fogerty)
3. Susie Q – 8:36 (Dale Hawkins, Stanley S. Lewis, Eleanor Broadwater)
4. Ninety-Nine and a Half (Won't Do) – 3:37 (Steve Cropper, Wilson Pickett)
5. Get Down Woman – 3:09 (John Fogerty)
6. Porterville – 2:22 (John Fogerty)
7. Gloomy – 3:48 (John Fogerty)
8. Walk on the Water – 4:39 (John Fogerty, Tom Fogerty)
9. Call It Pretending – 2:11 (John Fogerty) – Traccia bonus
10. Before You Accuse Me – 3:25 (Ellas McDaniel) – Traccia bonus, 1968 Outtake
11. Ninety-Nine and a Half – 3:48 (Steve Cropper, Wilson Pickett) – Traccia bonus, Live at The Fillmore, San Francisco, CA 3-14-69
12. Susie Q – 11:46 (Dale Hawkins, Stanley S. Lewis, Eleanor Broadwater) – Traccia bonus, Live at The Fillmore, San Francisco, CA 3-14-69

## Formazione
- John Fogerty - voce principale, chitarra solista
- Tom Fogerty - chitarra ritmica, accompagnamento vocale-cori
- Stu Cook - basso, accompagnamento vocale-cori
- Doug Clifford - batteria, accompagnamento vocale-cori

### Produzione
- Saul Zaentz - produttore
- Chris Clough - produttore riedizione CD 40º anniversario
- George Horn - mastering
- Laurie Clifford - cover art copertina album originale
- Ralph Flynn - foto copertina album originale
- Melvin Halton - tipografia copertina album originale
- Ralph J. Gleason - note retrocopertina album originale[12][13]

## Classifica
Album
| Anno | Classifica    | Posizione raggiunta |
| ---- | ------------- | ------------------- |
| 1968 | Billboard 200 | 52                  |

Singoli
| Anno | Titolo del brano     | Classifica        | Posizione raggiunta |
| ---- | -------------------- | ----------------- | ------------------- |
| 1968 | Suzie Q.             | Billboard Hot 100 | 11                  |
| 1968 | I Put a Spell on You | Billboard Hot 100 | 58                  |